# San José de los Remates
San José de los Remates là một khu tự quản thuộc tỉnh Boaco, Nicaragua. Khu tự quản San José de los Remates có diện tích 280 ki lô mét vuông. Đến thời điểm năm 2005, huyện San José de los Remates có dân số 7650 người.